# أوتافيو راني
أوتافيو راني (بالإيطالية: Ottavio Ragni)‏ هو قائد عسكري إيطالي. تولى حكم مستعمرة طرابلس الغرب بين عامي (1912-1913).
قاد الفوج الأفريقي الثالث في معركة عدوة خلال الغزو الإيطالي للحبشة.
في بداية الحرب العالمية الأولى قاد الفيلق الأول التابع للجيش الرابع الإيطالي.